# Acquisizione delle lingue straniere
L'acquisizione delle lingue straniere, o acquisizione delle lingue seconde, è il processo con cui le lingue straniere o "lingue seconde" (L2) vengono imparate da parte di un discente; tali lingue vengono dette anche "lingue target" (traducibile come "lingue obiettivo", "lingue d'arrivo" e "lingue bersaglio") siccome sono un obiettivo da raggiungere. Tuttavia, a differenza del tradizionale apprendimento delle lingue straniere, l'acquisizione delle lingue straniere è un processo spontaneo, inconsapevole delle regole grammaticali e che avviene senza materiali didattici, al di fuori di una classe e senza l'intervento di una lingua ponte (come ad esempio la lingua materna del discente). Un esempio tipico è quello di un appassionato di lingue che impara una lingua straniera ascoltando un amico e provando a conversare con lui; un altro esempio è quello di un immigrato (non necessariamente analfabeta) che arriva in un nuovo Paese e impara la lingua locale ascoltando le persone e provando a conversare con loro.
Questo processo, che nella letteratura scientifica internazionale è noto come Second Language Acquisition (SLA), è anche un campo di studi che si distingue dall'acquisizione della lingua prima (L1), cioè della lingua madre/materna. Al 2020, non esiste una teoria unificata e completa della SLA, ma il campo è in fase di progresso.
Lo studio di come avviene l'acquisizione delle seconde lingue forma a sua volta un sotto-campo della glottodidattica, la didattica acquisizionale. Infatti, le scoperte degli studi sull'acquisizione delle L2 permettono di migliorare l'insegnamento delle lingue materne e straniere facendo perno su strategie analoghe a quelle dell'acquisizione, che possono affiancarsi alle strategie più classiche, formaliste e tradizionali usate in classe che invece puntano all'apprendimento e non all'acquisizione (e.g., studio delle regole astratte, svolgimento di esercizi che testano la conoscenza delle regole, utilizzo di testi scolastici, studio delle liste di eccezioni e di vocaboli ecc.). Se le conoscenze intorno all'acquisizione di L2 non vengono applicate in modo concreto, formano soltanto una conoscenza astratta, ragion per cui secondo Stephen Krashen la linguistica acquisizionale come campo isolato farebbe parte della linguistica teorica e non della linguistica applicata.

## Basi teoriche
Tra le basi teoriche dell'acquisizione delle seconde lingue nella sua versione moderna e della didattica acquisizionale, si contano le varie ipotesi nel campo della linguistica acquisizionale (in particolare le ipotesi di Stephen Krashen), gli esperimenti di linguistica applicata e le basi sia di didattica che di psico-pedagogia (se i discenti non sono adulti, la branca esatta è quella della pedagogia; se i discenti sono adulti, allora è l'andragogia). In particolare, la didattica acquisizionale (come anche tutta la glottodidattica) è un campo interdisciplinare.
Le ipotesi sono delle osservazioni su come avviene il processo di acquisizione di una L2 a seguito dell'osservazione diretta dei parlanti lungo un periodo di tempo e di eventuali interviste con loro (le interviste possono anche includere dei test psicometrici per individuare le caratteristiche psicologiche dei discenti). Le ipotesi sono dunque basate su dati sperimentali e devono essere predittive di fronte a nuovi dati sperimentali, altrimenti vengono smentite attraverso i contro-esempi. Gli esperimenti di linguistica applicata, laddove sono orientati alla glottodidattica, invece sono delle osservazioni di più gruppi di persone che apprendono una lingua con diversi metodi e materiali; in base a test e interviste, i linguisti cercano di capire quale dei metodi usati sia il migliore o, in alternativa, quali sono i punti di forza e di debolezza di ogni metodo. In tal modo, vengono consegnati ai docenti di lingua degli strumenti critici nel momento in cui impostano un metodo glottodidattico e/o lo discutono con i discenti.
Nella didattica acquisizionale, le ipotesi dialogano con la ricerca sul metodo glottodidattico, per cui questo sotto-campo della glottodidattica che appartiene (insieme a tutta la glottodidattica) alla linguistica applicata si fonda su un dialogo tra linguistica teorica e linguistica applicata, ovvero tra linguistica acquisizionale e glottodidattica.

### Le ipotesi di Krashen
Tra le ipotesi fondamentali su cui si regge la linguistica acquisizionale delle lingue straniere moderna, si contano le 6 ipotesi di Krashen, che hanno un valore predittivo. Altre 3 sono più marginali ma costituiscono altri 3 fondamenti importanti della didattica acquisizionale.

#### Ipotesi della distinzione tra apprendimento e acquisizione
L'apprendimento e l'acquisizione di una lingua straniera sono due processi diversi tra loro. L'apprendimento è un processo cosciente, mentre l'acquisizione (sia di L1 che di una L2) è un processo genericamente definito "inconscio". In realtà, Kees de Bot et al. riportano che per imparare qualcosa serve sempre una soglia minima di attenzione, per cui il processo non può essere mai totalmente "incoscio" o "subliminale". "Inconscio" dunque significa che discente è solo cosciente di usare la lingua per riuscire a comunicare: la comunicazione infatti avviene senza sapere in modo esatto le regole grammaticali (e.g., "Si dice così, ma non so esattamente come mai", "Si dice così perché mi suona bene"), per cui il discente usa le forme grammaticali corrette senza sapere però le regole astratte retrostanti. Di contro, nell'apprendimento sono studiate in modo verticale e esplicito le regole grammaticali, per cui il processo diventa artificiale e le regole retrostanti alle forme diventano consapevoli. Infine, l'apprendimento avviene in contesto formale (in classe, anche se non necessariamente durante la scuola dell'obbligo), mentre l'acquisizione vera e propria avviene in contesto informale, naturale e non scolastico, al di fuori di un'aula e senza libri di testo. Nella letteratura scientifica internazionale, la dicotomia è indicata con "learning VS acquisition". Ad ogni modo, sia l'apprendimento che l'acquisizione sono processi consci nel senso psicologico del termine.

#### Ipotesi del monitor
Secondo la definizione dello stesso Krashen di quest'ipotesi, di base il fine dell'apprendimento conscio e attraverso le regole grammaticali di una lingua non culmina nell'acquisizione, ragion per cui l'ipotesi che collega la memorizzazione delle regole astratte di una lingua all'acquisizione ("Skill Building Hypothesis") è errata. Lo studio esplicito e verticale delle regole grammaticali astratte e lo svolgimento dei classici esercizi grammaticali che testano la conoscenza delle regole teoriche culminano nella comparsa del "monitor" nella mente del discente. Il monitor, ovvero "ciò che monitora", è una funzione nella mente che controlla la correttezza delle frasi prodotte in output (in forma scritta o orale) a monte o a valle attraverso l'autocorrezione. Il monitor è più o meno attivo con diverse gradazioni in presenza di 3 condizioni: quando il parlante ha tempo di pensare, quando dà più peso alla forma rispetto al contenuto e quando conosce già la regola grammaticale; laddove il messaggio è comprensibile, la correttezza grammaticale secondo Krashen e Terrell si limita ad aggiungere un look più educato alla propria produzione di output. Se il monitor è troppo attivo/pesante ("heavy monitor use"), rallenta la produzione di output siccome il discente pensa prima di parlare; in alternativa, ostacola la comprensione dell'input dell'interlocutore siccome il discente è distratto a pensare alle regole. Il tempo sufficiente per pensare è disponibile durante la produzione di output scritto ma, anche se ha il tempo, il discente potrebbe parlare senza curarsi del rispetto delle regole se è completamente assorbito dal dialogo (il contenuto/la sostanza dunque prende il sopravvento sulla forma). Il monitor si attiva ad alti livelli se, contestualmente allo studio delle regole grammaticali, si consegna specificatamente un test grammaticale ai discenti; in tutti gli altri casi, inclusi test scritti di diversa natura, il monitor è attivo in modo più leggero, per cui parte degli errori nella produzione di output e perfino di correzione non viene corretta e rispecchia più fedelmente l'ordine naturale di acquisizione. La fluenza è scorrelata dalla comparsa e attivazione del monitor, dunque è scorrelata dal risultato dell'apprendimento.
I discenti hanno tre tipi di utilizzo del monitor: pesante, leggero e ottimale. Nel primo caso, parlano con molta esitazione, senza fluenza e si autocorreggono spesso a causa di un'esposizione scarsa a input comprensibile e alta alle regole grammaticali astratte oppure a causa di una personalità insicura. Nel secondo caso, i parlanti parlano e si autocorreggono solo se la frase gli suona scorretta e tipicamente sono discenti che non hanno appreso L2 ma hanno acquisito L2; anche se a parole spiegano che la grammatica è importante per parlare bene, nei fatti non la usano. Infine, nel terzo caso, il monitor è usato solo laddove necessario per i discenti e non interferisce con la comunicazione: la conoscenza appresa è solo un supporto alla competenza acquisita. I discenti che utilizzano eccessivamente il monitor tendenzialmente hanno una scarsa autostima o un desiderio eccessivo di correttezza. Lo studio della grammatica per creare il monitor, negli studenti con scarsa autostima e/o ansiosi e/o proni allo studio della grammatica, potrebbe avere un'utilità più psicologica che linguistica.

#### Ipotesi dell'input comprensibile
L'ipotesi cdll'input comprensibile o "ipotesi della comprensione" (in inglese: Input Hypothesis, IH, oppure "Comprehension Hypothesis") spiega che i bambini piccoli e gli adulti acquisiscono una lingua (sia L1 che L2) attraverso l'esposizione a input linguistico; l'input linguistico è il contenuto di un messaggio orale da parte di un interlocutore o di un testo scritto. L'input in più deve essere reso comprensibile in qualunque modo (e.g., attraverso gesti, immagini, disegni, l'oggetto/referente mimato, espressioni facciali, onomatopee), per cui l'input comprensibile è anche definibile come una serie di messaggi in lingua straniera che vengono capiti da chi ascolta attraverso un'inferenza contestuale (contextual inferencing). L'input reso comprensibile viene anche detto "input migliorato" (enhanced input). Siccome tutti gli umani acquisiscono una lingua attraverso l'esposizione a grandi dosi di input comprensibile, il processo di acquisizione di una lingua è uguale per tutti, alla pari della digestione e della visione. Questa ipotesi non vale nel contesto dell'apprendimento formale, siccome la lingua viene appresa e non acquisita. L'input comprensibile può ispirarsi alla parlata infantile dei genitori ai bambini molto piccoli (child talk, caretaker speech), che è lenta, resa comprensibile ed è semplificata siccome si adatta al livello linguistico del bambino. L'input precede necessariamente la produzione di output, per cui si impara da quello che si legge/ascolta e non da quello che si dice; pertanto, parlare e ripetere serve solo a rinforzare quanto già imparato, ma non a imparare in primo luogo.

#### Ipotesi dell'ordine naturale di acquisizione
Il percorso di acquisizione di una lingua (L1 o L2) procede per stadi e ognuno di questi stadi vede la comparsa nella produzione di output linguistico (e.g., frasi e testi) delle varie strutture grammaticali, della sintassi corretta e della morfologia della lingua (se lingua non è isolante come ad esempio il cinese). Attraverso l'osservazione del percorso di vari parlanti di una L2 (i primi studi sulla L2 storicamente si sono concentrati sulla lingua inglese a causa della sua diffusione enorme), è stato individuato un pattern ricorrente, per cui tendenzialmente alcuni argomenti grammaticali (strutture, sintassi, morfologia) sono apprese prima e alcuni argomenti sono appresi dopo. Per esempio, in inglese, il suffisso verbale -ing del Present Continuous/Progressive viene appreso prima della -s alla 3ª persona singolare del Simple Present. Questo pattern ricorrente, nelle varie lingue, ha una spiegazione (e.g., il suono -ng ha un peso fonico maggiore di -s, che invece è esile e tende a non essere notato).
Questo pattern, se il discente è esposto alla grammatica e svolge una produzione di output scritto in cui il monitor è pesantemente usato, cambia siccome elementi non troppo complessi che vengono acquisiti tendenzialmente per ultimi vengono usati subito; tuttavia, se il monitor viene usato in modo leggero ("light monitor use"), questo effetto tende a sparire, mentre se il monitor si disattiva completamente l'ordine usato torna a essere quello naturale di acquisizione. Per esempio, durante un test scritto, in inglese L2 si può produrre con un buon grado di accuratezza la -s alla 3ª persona singolare, che peraltro è un semplice suffisso morfologico non troppo intricato di per sé, ma se si alleggerisce l'uso del monitor il grado di accuratezza torna a calare. A volte, un elemento grammaticale in apparenza semplice, come una -s alla 3ª persona singolare in inglese e la preposizione articolata "du" (de+le) in francese vengono acquisiti tra gli ultimi argomenti. Oppure, un'acquisizione più tarda che non deriva dalla fonetica e dalla complessità cognitiva deriva dall'interferenza con L1, per cui si innesca un transfer negativo (e.g., l'ordine dei costituenti fondamentali soggetto-verbo-oggetto è più difficile da acquisire per un parlante di coreano, giapponese, birmano e tibetano siccome in queste lingue asiatiche il verbo viene messo in fondo). Il transfer comunque non avviene con tutte le regole di L1, ma solo con alcune.
In generale, nel processo di acquisizione di una lingua, la capacità comunicativa è acquisita velocemente, ma l'accuratezza grammaticale è un percorso più lento; lo studio della grammatica con l'obiettivo di velocizzare l'accuratezza grammaticale, secondo Newark, è una soluzione non necessaria e comunque sempre insufficiente. L'ordine di acquisizione di una stessa lingua acquisita come L1 e L2 mostra delle somiglianze enormi e tali somiglianze si notano sia nei bambini che negli adulti, anche se però non sono sufficienti a dimostrare l'ipotesi di identità (L1=L2). Nell'ordine di acquisizione, gli errori a volte seguono un pattern particolare e ricorrente per cui gli errori, oltre a essere delle fonti di informazione su quanto si è acquisito e a che punto si trova il discente nell'ordine di acquisizione, sono considerabili delle forme intermedie che fanno da ponte (e.g., "I no want ball > I don't want the ball").

#### Ipotesi dell'input più uno (i+1)
Il percorso di acquisizione di una lingua avanza nel momento in cui all'input che il discente ha già compreso e assimilato (intaken o "i+0") si aggiunge un elemento nuovo ("+1"), che può essere un vocabolo, una struttura grammaticale, un nuovo elemento morfologico ecc. Soltanto il nuovo ("+1") è l'elemento non noto all'interno dell'input che viene compreso dal discente perché reso comprensibile in qualche modo o attraverso il contesto e dunque elementi extra-linguistici; ma in partenza, tutto ciò che non rappresenta "+1" è comprensibile. In tal modo, qualcosa che non è ancora capito e acquisito viene in primis compreso. L'acquisizione completa avviene solo dopo la comprensione. Siccome l'ordine naturale di acquisizione non è perfettamente identico per ogni gruppo di parlanti che desiderano acquisire una L2 e siccome in un gruppo non tutti i discenti sono allo stesso identico livello linguistico, il "+1" non è uguale per ogni gruppo di parlanti; pertanto, il "+1" è sempre reperibile se la grammatica e il vocabolario nell'input non sono sequenziati, per cui non è introdotta volta per volta. Il sequenziamento consiste nello scegliere volta per volta gli argomenti grammaticali o vocaboli da introdurre; in contesto di apprendimento, equivale all'argomento di una singola lezione di lingua in classe o alla lista ordinata e rigida di argomenti grammaticali nell'indice di un libro di grammatica ("structure of the day"). Infine, come corollario dell'ipotesi i+1, la fluenza nella L1 e L2 viene acquisita con esposizione continua e frequente a input linguistico. La fluenza dunque emerge nel tempo spontaneamente, per cui non si insegna direttamente e non si può forzare.

#### Ipotesi del filtro affettivo
Ci sono delle variabili interamente psicologiche e attitudinali che influenzano il processo di acquisizione linguistica in modo positivo o negativo. Il concetto originario di "filtro affettivo" è stato teorizzato da Dulay e Burt (1977) ed è stato riutilizzato da Krashen nella linguistica acquisizionale delle L2. Le variabili psicologiche che incidono positivamente sono: la motivazione verso la L2  (endogena e esogena, i.e., "Voglio imparare una lingua perché mi piace" VS "Voglio imparare una lingua per fare carriera"), la calma e l'alta autostima nel contesto di studio di L2. Le variabili psicologiche che incidono negativamente sono: la demotivazione verso la L2 (derivante da tanti motivi possibili), l'ansia verso le lingue straniere (FLA) oltre i livelli gestibili, la noia verso le lingue straniere (FLB) oltre i livelli gestibili e la bassa autostima. La presenza di queste variabili spiega come mai, se più discenti sono esposti a input comprensibile, alcuni acquisiscono e altri no.
Infatti, in presenza di demotivazione, bassa autostima, ansia e noia oltre i livelli gestibili, a prescindere da quale sia la loro causa, l'input compreso non si fissa nella memoria a lungo termine specificatamente di tipo procedurale. Al contrario, l'input compreso si fissa nella memoria a breve termine (o "memoria di lavoro"), per cui la lingua viene memorizzata a breve termine per poi essere dimenticata in tempi molto rapidi (da 10 a 30 secondi); in alternativa, si fissa nella memoria a lungo termine di tipo dichiarativo, basata sulla mera conoscenza astratta di regole che sono prone a essere in larga parte dimenticate nell'arco di alcuni giorni, per esempio in assenza di ripasso a seguito di un test o esame. La memoria a lungo termine procedurale è molto più duratura della memoria a lungo termine dichiarativa, anche se entrambe sono a lungo termine in quanto durano più di 30 secondi; pertanto, la memoria a lungo termine procedurale (collegata al "saper fare") è superiore a quella dichiarativa (collegata al "sapere") in contesto educativo, di apprendimento e di sviluppo di competenze. L'input ricevuto mentre il filtro affettivo è alzato dunque non culmina in acquisizione, ma viene dimenticato o culmina in apprendimento (conoscenza astratta) prona poi a essere dimenticata in tempi rapidi.
Il filtro affettivo è basso nei bambini e tende naturalmente a rafforzarsi intorno alla pubertà (11 anni circa), periodo in cui i ragazzini maturano una più forte autocoscienza e egocentrismo. In particolare, si preoccupano della reazione altrui (e.g., di un nativo che non capisce una frase in lingua straniera o che giudica l'accento straniero) e della propria immagine, per cui nasce infine un sentimento di riluttanza e vulnerabilità di fondo. Inoltre, la maturazione cognitiva che avviene intorno alla pubertà (anche se non raggiunge ancora i massimi livelli) permette lo sviluppo del pensiero astratto, per cui i ragazzini si preoccupano ancora di più della reazione altrui, anche raggiungendo un livello di preoccupazione irreale. Inoltre, i bambini nativi acquisiscono facilmente l'accento/cadenza nativa a differenza degli adulti.

#### Ipotesi del piacere
L'ipotesi del piacere (Pleasure Hypothesis) è stata sviluppata da Krashen (1994) ed è correlata all'ipotesi del filtro affettivo e alla didattica acquisizionale. Secondo quest'ipotesi, le attività legate all'acquisizione linguistica di una L2 sono considerate piacevoli dai discenti rispetto alle attività esplicite e verticali, dunque a quelle di stampo più tradizionalista e formalista (e.g., spiegazione di regole astratte grammaticali, memorizzazione delle regole e delle tavole di eccezioni, liste di vocaboli, esercizi volti a testare la conoscenza delle regole). In particolare, l'attività di lettura è una delle attività più potenti per portare la mente di chi svolge l'attività in stato di flusso (flow) o di "esperienza ottimale", cioè di forte coinvolgimento mentale attivo che però non provoca alcuna sensazione spiacevole di stare compiendo uno sforzo cognitivo; inoltre, lo stato di flusso isola la persona da qualunque altro stimolo distraente o preoccupazione, rende la persona dimentica di sé e altera la percezione del tempo, per cui la persona si accorge in un secondo momento che sono passate anche delle ore. Nel caso limite, si altera la percezione di stimoli fisiologici come la fame, la sete e il sonno. In questo stato d'immersione, infine, non esiste alcuna percezione di ricompensa esterna per l'azione in svolgimento siccome il piacere deriva dall'azione stessa: l'azione è dunque fine/indirizzata solo a se stessa e non a una ricompensa esterna, dunque è un'azione autotelica. Lo stato di flusso, dunque l'esperienza di immersione totale, di assorbimento completo, di concentrazione completa e di massima positività viene vissuto da persone di più culture e etnie e viene riconosciuto facilmente da queste ultime.
Una delle attività al mondo che innesca più facilmente lo stato di flusso in quanto viene citata come attivatore/trigger è proprio la lettura, fermo restando che l'esperienza di flusso non si attiva se l'azione da svolgere è troppo difficile o troppo facile rispetto alle proprie abilità. La lettura libera volontaria (Free Voluntary Reading, FVR) in casa e/o in classe, se svolta in L2, può portare all'acquisizione delle L2 e dunque al flusso nell'acquisizione delle lingue straniere. Le attività che innescano il flusso in partenza sono motivanti; il flusso porta infine a sviluppare sempre di più le competenze in L2 e l'autostima quando l'attività, ritenuta piacevole caratterizzata da zero ansia, è portata a termine. Siccome il flusso è attivamente ricercato dai discenti, si innesca un circolo virtuoso a partire dai task resi motivanti secondo il discente (e.g., perché in accordo con gli obiettivi e passioni del discente, perché in accordo con l'identità di sé che vuole sviluppare in futuro, perché poco oltre il suo livello di competenze, ecc.); questo modello circolare è in accordo con l'ipotesi del filtro affettivo di Krashen siccome le componenti fondamentali sono le stesse (in più, aggiunge solo il concetto di flusso in psicologia positiva e gli studi interdisciplinari appositi da parte di psicologi e linguisti nel campo dell'educazione e dell'acquisizione delle L2). In contesto di insegnamento della lingua straniera, laddove manca lo stato di flusso, si possono innescare l'ansia verso le lingue straniere e la noia verso le lingue straniere, dunque delle esperienze anti-flusso. Il flusso può essere provato anche dal docente di L2 o altre materie e sia il docente che i discenti lo possono provare anche nelle attività svolte online, per esempio in eLearning e in DaD.
Il concetto di flusso come stato di coscienza, che rasenta quello di trance, di "azione autotelica" e di "personalità autotelica" come di persona che agisce perché gratificata dall'azione in sé sono stati introdotti nel 1975 da Mihály Csíkszentmihályi. Un'opera fondamentale a tema è "Flow: the Psychology of Optimal Experience" di Csíkszentmihályi (1990). La ricerca riguarda anche il raggiungimento e mantenimento dello stato di flusso in persone che lavorano in gruppo, per cui il flusso cessa di essere uno stato individuale viene chiamato "flusso di gruppo" (group flow); l'analogo in ambito scolastico è detto "flusso di classe" (classroom flow).

#### Ipotesi della lettura
L'ipotesi della lettura (Reading Hypothesis) spiega come l'esposizione continua a grandi dosi di input comprensibile attraverso la lettura permetta l'acquisizione di una L2, oltre al miglioramento della lingua nativa o "lingua materna" o "lingua ereditata" (L1). L'ipotesi della lettura si riferisce in particolare al Free Voluntary Reading (FVR) o "Pleasure Reading" o "Extracurricular Reading", cioè alle attività di lettura per piacere e/o di topic di interesse al discente, per cui l'input di interesse al discente è detto "Compelling Input" (CI); l'attività di lettura, che è costante ma che non necessariamente si protrae per un lungo tempo, può avvenire sia in contesto sia extrascolastico che scolastico e rientra dunque nella didattica acquisizionale. L'attività di lettura infatti permette di ampliare il vocabolario, entrare in contatto con sottigliezze e sfumature nell'uso del vocabolario, entrare in contatto con nuove strutture grammaticali, migliorare l'ortografia e acquisire uno stile di scrittura o un generico "bello stile" di scrittura; l'ortografia migliora se il testo già in partenza non contiene errori ortografici e i vocaboli hanno il pregio di essere usati in modo concreto e in numerosi contesti, a differenza delle flashcard, delle liste di vocaboli e delle liste di eccezioni da imparare a ruota. Uno stile di scrittura e una generica "buona" scrittura non si acquisisce scrivendo direttamente e dunque producendo output anche in gran quantità e ad alta frequenza ogni settimana (a prescindere che si produca dentro o fuori dalla scuola, perché assegnato come compito o per se stessi); al contrario, si acquisisce esponendosi dunque a input comprensibile. Questo fatto viene anche confermato dalla scarsa frequenza di scrittura da parte dei discenti dentro e fuori dalla scuola già in studi compiuti negli Stati Uniti dagli Anni Ottanta (e.g., Applebee, Langer e Mullis, 1986; Applebee et al., 1990; Rice, 1986). La lettura di un libro appartenente a un genere letterario preciso (e.g., il genere gotico, il giallo, il romanzo epistolare) non si limita a specializzare il discente nella comprensione di quel genere, ma lo aiuta a capire gli altri generi. Il FVR infine permette di leggere e comprendere un testo con una velocità di lettura e avanzamento complessivo che si adatta al singolo discente, fenomeno che di solito non avviene nell'apprendimento con metodi tradizionali.
Secondo Kaufmann e Flanagan (2016), la lettura su schermo (siti web, eBook, PDF, documenti Word e simili) favorisce la ritenzione di dettagli concreti nel testo, tuttavia la lettura su supporto cartaceo favorisce la comprensione del testo e la deduzione di informazioni attraverso il ragionamento astratto, per cui la mente funziona diversamente in base al supporto di lettura. La lettura su schermo porta di meno al ragionamento siccome l'attenzione è frantumata ed è dunque più adatta a ricordare informazioni concrete, paragonabili a quelle di un libretto per le istruzioni.

#### Ipotesi del condotto
L'ipotesi del condotto (Conduit Hypothesis), dove "conduit" si può tradurre come "condotto, conduttura, tubatura, tubazione", illustra il percorso di difficoltà crescente nella comprensione dell'input da parte di un discente che acquisisce una L2 e, contestualmente, il percorso del tipo di letture di un discente che desidera arrivare a un alto livello di competenza in L2. Il percorso è diviso in tre fasi in ordine cronologico ed è valido sia per L2 che per il linguaggio accademico in L1:
- Storie: le storie sono la prima fase e, qualora il discente di L2 non sappia ancora leggere in lingua straniera, le storie possono essere rese comprensibili con la lettura ad alta voce e una serie di strategie come l'uso della gestualità del corpo, viso, disegni, onomatopee, oggetti reali (realia) e loro surrogati ecc. Le storie introducono i primi elementi di grammatica (sintassi e eventuale morfologia) di L2 insieme a un primo nucleo di lessico non specialistico e ai primi elementi di struttura testuale. Le letture inoltre permettono di stimolare la curiosità del discente e la passione verso l'attività di lettura e i libri. Queste prime storie, che possono anche essere degli storytelling molto brevi, elementari e infantili, fanno da condotto alla fase 2.
- Letture ricreative selezionate in autonomia: l'attività corrisponde al Free Voluntary Reading (FVR) e si basa sulla scelta autonoma del discente e sui suoi interessi, dunque su un numero ristretto di topic, generi testuali e/o autori ("Narrow Reading", per cui i lettori sono detti "Narrow Readers"). L'attività, oltre a essere volta a migliorare la competenza in L2 e eventualmente ampliare la propria conoscenza, fa da condotto alla fase 3. In particolare, D. Biber (1988) in base a una sua analisi ha concluso che i romanzi ("fiction"), se non sono di qualità scarsa, sono linguisticamente a metà tra la lingua usata nelle conversazioni e il linguaggio accademico degli abstract.
- Letture accademiche: questa fase si raggiunge nel momento in cui le attività di Free Voluntary Reading hanno reso i testi accademici comprensibili, anche se le caratteristiche di questo genere devono ancora essere acquisite attraverso la lettura. Le letture accademiche, siccome appartengono tutte allo stesso genere, sono un'attività di lettura ristretta (Narrow Reading); anche i topic possono essere ristretti, scelti in autonomia e di forte interesse per il discente (e.g., le opere di William Shakespeare e il suo uso del pentametro giambico per imitare il suono del battito cardiaco). Pertanto, la terza fase equivale al Free Voluntary Reading diretto però al genere accademico. Le letture accademiche solitamente appartengono a un alto livello di competenza della L2 e anche di L1.

L'ipotesi è nata dal bisogno da parte del mondo educativo contemporaneo di fare padroneggiare il lessico tecnico, specialistico, accademico e delle comunità di pratica (microlingua) ai discenti di una L2; questo bisogno è anche uno di quelli alla base del metodo CLIL. L'ipotesi del condotto spiega anche come l'insegnamento diretto e esplicito delle caratteristiche del linguaggio accademico (e.g., tipiche strutture linguistiche e testuali, stilistica, lessico specialistico e relativo spelling, strategie discorsive) sia inefficace perché si limita a formare conoscenza e non competenza. L'ipotesi del condotto è anche collegata all'ipotesi della lettura, siccome uno stile di scrittura viene acquisito attraverso un'esposizione grande e costante a input comprensibile scritto, dunque attraverso delle sessioni di lettura; semplicemente, la lettura dei testi specialistici e accademici è una fase che viene per ultima. L'ipotesi del condotto si collega anche alla necessità di esporsi a input che sia molto interessante (compelling input), siccome un testo avente un argomento di scarso interesse per il discente lo demotiva e potrebbe innalzare il filtro affettivo; una delle strategie migliori, secondo Krashen, è selezionarsi le letture da soli in base alla gradevolezza del tema (Free Voluntary Reading, FVR). I testi accademici, oltre a fornire input comprensibile e fare avanzare il discente di L2 fino alla padronanza del lessico specialistico, permette anche di fargli imparare cose nuove (e.g., se un testo accademico in L2 parla delle basi dell'acquisizione linguistica, il discente migliora la L2 e contestualmente impara le basi dell'acquisizione linguistica).
Krashen, in base a un risultato in Mason e Krashen (2017), ha ipotizzato che un discente di livello medio-basso di inglese L2 può acquisire l'inglese di livello avanzato in tre anni se pratica con costanza il Free Voluntary Reading.

### Altre considerazioni
Sono stati svolti degli studi che studiano la correlazione tra la lunghezza del tempo di residenza in un Paese in cui si parla una L2 e le competenze sviluppate da un discente tramite acquisizione; questi studi sono stati criticati da Krashen siccome la lunghezza della residenza (Lenght of Residence, LOR) è scorrelata dalla frequenza di esposizione a input comprensibile per esempio se il discente, anche nell'arco di un periodo di tempo molto lungo, interagisce poco con i parlanti nativi o se il discente riceve troppo spesso input incomprensibile. Il LOR e lo sviluppo di competenze acquisite mostrano una correlazione positiva, ma è necessario tenere in conto il tempo di esposizione a input specificatamente comprensibile. Inoltre, il LOR e l'acquisizione di L2 mostra un ritorno diminuito man mano che il LOR aumenta: il tasso di acquisizione è alto nei primi anni, per poi rallentare sensibilmente negli anni successivi, per cui nell'arco degli ultimi anni i guadagni in termini di nuove competenze acquisite sono scarsi.
L'età è scorrelata dalla capacità di acquisire una L2: gli adulti e i bambini e adolescenti sono capaci di acquisire una L2 e il loro successo o meno deriva sia dalla possibilità o meno di esporsi a massicce quantità di input comprensibile, sia dalle variabili nel filtro affettivo. L'età in sé dunque non è un fattore negativo. Inoltre, un bambino che acquisisce una L1 (da monolingue o bilingue) ha maggiori possibilità di raggiungere una padronanza alta (C2) nel lungo termine. Tuttavia, gli adulti che decidono di imparare una L2 possono essere più rapidi nel breve termine, escono prima dal periodo di silenzio e hanno capacità migliori di gestire una conversazione, per esempio quando chiedono aiuto all'interlocutore per ricevere un input più comprensibile. Inoltre, gli adulti hanno una maturità cognitiva più alta e possono usare più facilmente i concetti astratti della grammatica; grazie a una taratura della grammatica, possono sfruttare subito un monitor ottimale per parlare prima e interloquire di più. Inoltre, la conoscenza pregressa del mondo li aiuta a rendere l'input più comprensibile. I bambini tuttavia sono più immuni dal filtro affettivo fino al periodo della pubertà, in cui si sviluppa una maggiore autocoscienza.
In generale, l'ipotesi per cui esiste un periodo critico a seguito del quale acquisire una lingua è un processo più difficoltoso è detta "ipotesi del periodo critico" (Critical Period Hypothesis) e alcuni studi hanno tentato di interpretare i motivi dietro a questo mutamento. Tuttavia, il periodo critico non riguarda ogni aspetto del sistema "lingua", ma ogni aspetto ha un proprio periodo critico. Per esempio, fino alla pubertà (11 anni circa) è più facile acquisire la grammatica, ma l'accento/cadenza nativa in una L2 è molto più difficile da acquisire e riprodurre nell'output già dopo i 6 anni a causa del filtro affettivo, per cui Krashen ha parlato di "filtro dell'output" (output filter). Tuttavia, quando per esempio si imita per scherzare un accento straniero (e.g., quando si parla in italiano con un ostentato accento francese), la cadenza viene imitata abbastanza bene siccome in contesto scherzoso il filtro affettivo è basso o azzerato. Un parlante che non ha mai appreso o acquisito il francese può imitare bene la cadenza francese per gioco siccome la cadenza si può acquisire con l'ascolto di input anche incomprensibile ma con una cadenza chiara.

### Il ruolo dell'output e delle correzioni
Secondo Krashen, parlare non è fare pratica ("Talking is not practicing") in quanto ripetere ad alta voce il contenuto di una lezione in qualunque modo (e.g., da soli, in macchina, davanti a uno specchio) non equivale a ricevere un flusso costante di input comprensibile che permette l'acquisizione linguistica di L2 e il rinforzo delle competenze, come spiega l'ipotesi dell'input comprensibile. Inoltre, tutto l'output prodotto dal discente è il riflesso dell'input acquisito fino a quel momento (i+0), pertanto l'esposizione a input precede la produzione di l'output ed è più importante di quest'ultimo siccome senza input non c'è output. Infine, in una conversazione con un nativo o una persona competente con la L2, il discente si espone a input comprensibile da parte dell'interlocutore, per cui una conversazione è anche un'occasione per acquisire ulteriori elementi di una lingua: in base a questa considerazione, secondo Krashen ha più importanza quanto viene detto dall'interlocutore al discente, mentre l'output prodotto dal discente ha meno importanza (anche se per il discente stesso, psicologicamente, produrre output è un'attività importante, motivante e piacevole). A margine, limitarsi a continuare a ripetere (e anche utilizzare come output) quanto acquisito fino a un determinato momento porta la lingua a fossilizzazione, per cui non solo non avviene il rinforzo delle competenze, ma non avviene nemmeno l'avanzamento attraverso la formula "i+1"; insieme alle competenze, si fossilizzano anche eventuali errori, per cui correggerli in un secondo momento è più lungo e complicato. Pertanto, se rinforzare la lingua e avanzare nelle competenze si considera "fare pratica, esercitarsi", la conclusione solo in apparenza controintuitiva, paradossale e contraddittoria di Krashen è "Parlare non è fare pratica".
L'output linguistico, cioè la produzione scritta e orale del discente, in contesto di acquisizione linguistica di L2 emerge spontaneamente e senza forzature dopo il periodo del silenzio; la fluenza, cioè la parlata senza esitazioni dovute al lento richiamo dei vocaboli o a pensare le regole, non è il risultato della formazione del monitor siccome induce a pensare alle regole grammaticali. Inoltre, la fluenza non è il risultato della produzione continua di output in lunghe sessioni di ripetizione ad alta voce. Per analogia, non è nemmeno il risultato dell'uso pesante delle flashcard, siccome si limita a velocizzare il richiamo dei vocaboli ma non la fluenza complessiva. La fluenza, secondo l'ipotesi dell'input comprensibile, si acquisisce esponendosi a massicce quantità di input comprensibile; dunque, l'input dato in una situazione di basso livello di ansia (low-anxiety environment) non solo culmina nell'acquisizione, ma anche nella fluenza complessiva. Pertanto, la fluenza è il risultato di molte sessioni costanti di ascolto e lettura di input sempre nuovo, che espone il discente a nuovi vocaboli, morfologia e a ripetizione di quanto appena compreso. L'output linguistico ha solo un ruolo indiretto nell'acquisizione linguistica siccome parlare ai nativi significa stimolarli a dare al discente del nuovo input sotto forma di conversazione; l'input può anche contenere delle correzioni degli errori grammaticali del discente. Più il discente ha un basso livello di conversazione (bassa fluenza e molti errori), più la parlata degli interlocutori sarà tendenzialmente lenta e semplificata per accomodarsi al livello basso del discente; inoltre, il discente in una conversazione attiva ha un minimo di controllo del topic e può chiedere attivamente aiuto all'interlocutore (e.g., "Rallenta, puoi ripetere, spiegami cosa significa con un giro di parole, mima l'oggetto"); dunque l'output apre alla possibilità di correggere i propri errori, ma un metodo glottodidattico non può fondarsi interamente sulla produzione continua di output da parte del discente siccome il metodo è estenuante e poco pratico, oltre al rischio di forzare il parlante a parlare quando non si sente pronto e di fargli fare troppo perno sui transfer da L1.
Siccome l'input comprensibile è il fondamento dell'acquisizione linguistica, gli errori nell'output del discente principiante (sia nel caso di L1 che nel caso di L2) non vengono corretti con l'acquisizione delle strutture corrette attraverso correzioni dirette ("No, è sbagliato, si dice X") o indirette, pure se queste ultime tengono basso il filtro affettivo ("Ho capito! Molto interessante! Dunque volevi dire X!"). Infatti, le strutture corrette vengono invece acquisite attraverso l'esposizione continua a input comprensibile contenente svariate volte la struttura corretta, per cui questa esposizione è anche responsabile della correzione degli errori. La correzione diretta o indiretta di un errore, anche se in sé è input comprensibile, è perlopiù inefficace dal punto di vista dell'acquisizione linguistica in quanto è un episodio isolato. La correzione diretta e accompagnata da una lunga sessione di spiegazione di regole astratte e rimproveri, inoltre, può essere controproducente siccome innalza il filtro affettivo (ansia, noia, scarsa autostima...), spinge l'apprendimento invece dell'acquisizione e spinge il desiderio (impossibile) di volere parlare sempre e solo in modo accurato fin da subito; tra le due strategie, la correzione indiretta è la meno controproducente.

### Ipotesi d'identità debole (L1≈L2)
Sia i bambini molto piccoli che i ragazzini, ragazzi, adulti e anziani possono acquisire una lingua non nativa e il processo di acquisizione è perlopiù identico tra i due (L1≈L2); per esempio, le 3 fasi di apprendimento sono simili tra loro e seguono un "periodo del silenzio" (vedi avanti). Non ci sono comunque elementi sufficienti a definire i due processi come assolutamente identici (L1=L2), cioè a dimostrare l'ipotesi d'identità forte (Strong Identity Hypothesis).
In particolare, i ragazzini, i ragazzi, gli adulti e gli anziani (i non-infanti) non solo hanno in partenza il filtro affettivo da lenire a partire dalla pubertà, ma sono cognitivamente più maturi dei bambini molto piccoli (gli infanti), per cui hanno una maggiore capacità di memoria di lavoro (Working Memory Capacity, WMC), una memoria più ampia e una maturità grammaticale maggiore. Infatti, i ragazzi e gli adulti possono impiegare meno tempo per acquisire gli elementi grammaticali. Per esempio, se un bambino piccolo impiega anche anni per produrre in modo corretto le frasi con verbo in diatesi passiva (siccome sono cognitivamente più complesse delle frasi in diatesi attiva), un ragazzo e un adulto ci può impiegare molto di meno.
Dopodiché, i non-infanti alfabetizzati sanno anche leggere e/o hanno gran parte o tutti gli strumenti cognitivi per imparare a leggere una lingua straniera, per cui possono esporsi a input comprensibile in forma scritta.
Inoltre, un ragazzino e un adulto possiedono già una L1 e alcune lingue straniere come l'inglese, per cui durante l'acquisizione entrambi possono fare perno su di esse per rendere i messaggi in input comprensibili (e.g., uso di traduzioni, uso di dizionari e traduttori anche online).
Inoltre, i ragazzi e adulti possono velocizzare il processo di acquisizione con l'uso di interferenze positive con la lingua madre (e dunque un transfer positivo da L1 a L2 di vocaboli, strutture, sintassi, morfologia e espressioni formulaiche). L'uso del transfer positivo in positivo è pesante se L1 e L2 mostrano molti parallelismi per puro caso o se hanno molti parallelismi non casuali in quanto sono imparentate; più la parentela è stretta, più le due lingue sono mutualmente piuttosto intelligibili tra loro (e.g., l'italiano e lo spagnolo sono mutualmente intelligibili al 60%, per cui due frasi o due testi interi si assomigliano; l'ucraino e il bielorusso lo sono all'80% perché discendono entrambi dall'antico ruteno; il malese e l'indonesiano lo sono all'80% perché l'indonesiano è nato da una costola del malese classico; inoltre, il norvegese e il danese sono simili tra loro in quanto entrambe sono lingue germaniche derivanti dal proto-nordico; il ceco e lo slovacco sono simili tra loro in quanto entrambe lingue slave occidentali anche se sono nate e si sono sviluppate indipendentemente l'una dall'altra; l'olandese e l'afrikaans sono intelligibili tra loro siccome l'afrikaans è un'evoluzione e semplificazione dell'olandese parlato in Sudafrica). Altri parallelismi su cui i ragazzi e gli adulti possono fare perno derivano da contatti tra i popoli di L1 e L2 per motivi commerciali, culturali o per dominazioni straniere (e.g., lo swahili è una lingua bantu ricca di prestiti arabo-persiani, mentre la lingua urdu è ricca di prestiti arabo-persiani a differenza dell'hindi. Inoltre, l'inglese è ricco di prestiti dall'antico normanno a causa della dominazione francese dell'Inghilterra a partire dal 1066. Pertanto, un parlante che conosce già l'arabo e/o il farsi, il dari e una lingua romanza possono usare la conoscenza pregressa di queste L1 per acquisire il vocabolario swahili, urdu e inglese).
L'acquisizione negli adulti, sempre per la presenza a priori/a monte di L1 nella mente del discente, mostra anche errori dovuti a interferenze con L1 accidentali o volute. Quando le interferenze con L1 sono volute, esse avvengono perché il discente ancora non conosce il modo corretto di esprimersi in L2 e dunque fa un travaso di conoscenza pregressa da L1 a L2 pur di riuscire a veicolare il proprio messaggio invece di bloccare la comunicazione; il discente può essere pienamente consapevole che la forma sintattico-grammaticale è errata ma che l'interlocutore riesce a capire il senso generale dell'intero messaggio, per cui la comunicazione risulta comunque efficace ("effective communication, felicitous communication"); inoltre, la soluzione di fare perno su L1 pur di riuscire a comunicare mostra un desiderio genuino da parte del discente di comunicare, oltre che una differenza fondamentale nel percorso di acquisizione di L2 tra infanti e non-infanti. Il fatto che l'interlocutore comprenda il messaggio mostra come la mente dell'interlocutore non sia metaforizzabile come un software, siccome un input errato porta a un malfunzionamento (il cervello umano è infatti modellizzabile come un insieme di connessioni, secondo la visione connessionista nel campo della filosofia della mente).
In alternativa, il discente compie intenzionalmente un travaso di conoscenza da L1 a L2 perché desidera testare dal vivo se una regola funziona secondo una propria ipotesi basata su L1: il feedback dell'interlocutore (un nativo o un docente di lingua) in questo contesto di "trial and error" gli permette di capire se l'ipotesi del discente basata su L1 è totalmente corretta, parzialmente corretta o totalmente scorretta.
Infine, il discente durante il processo di acquisizione può fare perno su una lingua straniera L2 comune già nota come l'inglese per colmare una lacuna nella comunicazione in L3 e contestualmente chiedere aiuto in una traduzione (e.g., Sono stanco. Come si dice "io sono stanco" in francese? Si dice "X"> I am tired. Comment puis-je dire "I am tired" en français? Tu peux dire "Je suis fatigué". La frase "Je suis fatigué" è input comprensibile all'interno di uno scambio verbale, per cui anche uno scambio verbale permette al locutore di accrescere in competenze attraverso l'esposizione a nuovo input comprensibile).
Pertanto, fino a prova contraria, in linguistica acquisizionale delle L2 vale l'ipotesi d'identità debole (Weak Identity Hypothesis) a causa delle differenze cognitive e di comportamento tra bambini molti piccoli da una parte e di ragazzini, ragazzi, adulti e anziani dall'altra.

### La lettura e scrittura come "apprendimento"
Quando il discente desidera anche imparare a leggere e scrivere una lingua L2 la cui componente parlata (grammatica, vocabolario e pronuncia) è in fase di acquisizione, il processo di apprendimento della lettura e scrittura comunque è sempre e interamente artificiale e non naturale, per cui è un "apprendimento" e non un'acquisizione; nel caso limite, se i sistemi di scrittura e di lettura sono totalmente o parzialmente imparentati, semplicemente il discente può beneficiare di un transfer positivo, ma nulla di più. Per esempio, se un parlante di italiano L1 impara lo spagnolo, l'alfabeto latino usato è pressoché identico, come anche la pronuncia di parecchi suoni, per cui nei primi tempi del processo di apprendimento (relativamente breve) della lettura e scrittura possono verificarsi sporadicamente degli errori di ortografia e pronuncia per transfer negativo da L1. Il processo di apprendimento della capacità di lettura e scrittura è sempre artificiale anche in L1. L'apprendimento della scrittura a livello di alfabeto e di corrispondenza suono-grafema è sempre artificiale; l'apprendimento è più complesso se l'alfabeto nuovo permette pochi o nessun transfer positivo in partenza, e se la suono-grafema non è alta siccome ad esempio in inglese è pari al 30%: in inglese, l'ortografia è rimasta tuttora parzialmente conservativa rispetto alle varietà più antiche di inglese come l'inglese medio, mentre una corrispondenza più alta si reperisce in lingue come l'italiano, lo spagnolo e il finlandese.
La branca della scienza che si occupa di studiare le strategie scientificamente fondate per insegnare a leggere a partire da piccole quantità di rudimenti elementari e dalla fonica (phonics) è la scienza della lettura (Science of Reading, SOR); l'istruzione alla lettura basata sulla ricerca scientifica e non su mere opinioni o lunghe tradizioni viene detta "Evidence-based Reading Instruction" e "Science-based Reading Instruction". Un processo di acquisizione di qualunque lingua (L1 o L2), se prevede anche l'inserimento dell'apprendimento conscio della lettura e scrittura, deve attendere il momento in cui il discente è ormai sufficientemente maturo dal punto di vista cognitivo per imparare a leggere e scrivere. Il periodo è intorno ai 5-6 anni, cioè quando il bambino entra nella scuola primaria.
Anche se la scrittura è appresa in modo conscio e artificiale, la competenza di scrivere in L2 aumenta attraverso l'esposizione continua a testi comprensibili, dunque a input comprensibile possibilmente di interesse per il discente/lettore (Compelling Input, CI); in tal senso, l'attività più grande per permettere l'aumento delle competenze di scrittura è il Free Voluntary Reading (FVR) sia in classe che a casa. Inoltre, l'insegnamento esplicito e sistematico dell'ortografia in caso di mancata corrispondenza suono-grafema dà meno risultati rispetto all'esposizione ad alta frequenza della parola da imparare in una serie di testi scritti comprensibili: l'ortografia in L2 si impara meglio leggendo molto e dunque acquisendo le regole in modo conscio ma implicito, per cui la conoscenza conscia e anche esplicita delle regole di spelling non necessariamente migliora la performance a meno che i discenti spendono un tempo enorme a focalizzarsi solo sulle regole e esercizi di spelling, tempo che si può utilizzare per praticare il FVR e/o altre attività di esposizione a input comprensibile per acquisire nuovi vocaboli, strutture e convenevoli.

### L'apprendimento come curva a "U" e l'end state
L'ordine di acquisizione, che è collegato agli studi sui morfemi (morpheme studies), è stato parzialmente messo in dubbio da studi successivi siccome non rappresenta tutto il percorso di acquisizione: in particolare, anche nel momento in cui un suffisso morfologico (e.g., -ing, -s) viene acquisito, il discente commette errori che derivano dalla generalizzazione di quel suffisso in contesti in cui non è contenuto. Pertanto, il percorso di acquisizione è meglio rappresentato non come una scansione di fasi in un ordine naturale, ma come una curva a "U": nella prima fase il discente viene a contatto con un morfema, dopodiché lo acquisisce ma contestualmente lo generalizza e infine, a seguito della correzione di errori e/o all'esposizione di input comprensibile, lo corregge gradualmente. Per l'acquisizione completa, dunque, non basta che una desinenza compaia nel punto corretto, ma serve anche che non sia generalizzata laddove non deve comparire. Dunque, il modello dello sviluppo della competenza linguistica come percorso incrementale diviso in sequenze è stato riformulato come un percorso in cui la conoscenza pregressa si ristruttura e revisiona a seguito di un'innovazione (cioè dell'introduzione di un nuovo elemento). In altri casi, come l'acquisizione della sintassi in tedesco, questo percorso segue invece un ordine naturale di acquisizione che non è possibile alterare pesantemente nemmeno a seguito di una spiegazione teorica sulla sintassi avanzata. La lingua parlata dal discente ("varietà di apprendimento" o "interlingua") dunque continua a crescere con l'introduzione di innovazioni ripescate dall'input comprensibile e cresce potenzialmente per tutta la vita.
In linea con la Teoria dei sistemi dinamici (Dynamic Systems Theory, DST), la conoscenza di una lingua (L1 e/o L2) da parte di una persona non è mai stabile siccome cambia nel tempo in base a quanto si usa e a quanto è usata. I cambiamenti sono più o meno grandi e più o meno rapidi. Laddove il discente decide di non ricevere più input comprensibile per svariati motivi/fattori (spostamento, calo di motivazione, età, soddisfazione del livello raggiunto...), la lingua cessa di essere un sistema dinamico e instabile e diventa un sistema stabile, per cui la competenza linguistica acquisita fino a quel momento si fossilizza insieme agli errori. A causa di questo processo di fossilizzazione, il livello di competenza smette di crescere, per cui in rari casi raggiunge il livello di competenza quasi-nativo (C2). In alternativa, subisce la regressione.
La regressione è l'esito contrario rispetto all'acquisizione ed è caratterizzata dalla dimenticanza e perdita di tratti grammaticali e vocaboli; in questo processo di erosione, possono anche riemergere vecchi errori, solitamente vecchie forme fossilizzate (fenomeno che R. Ellis chiama "back sliding"). I fattori che portano alla fossilizzazione interagiscono tra loro, per cui osservarli e trattarli in isolamento è nei fatti impossibile. Anche solo specifiche componenti dell'intero sistema "lingua" (dunque dei suoi sotto-sistemi) possono diventare stabili: per esempio, la morfologia può continuare ad arricchirsi ma la pronuncia si fossilizza insieme a tutte le sue imperfezioni. Siccome l'acquisizione di una lingua è un percorso in parte a "U", non è un percorso lineare rappresentabile come una freccia che parte da un livello zero (A0) e raggiunge un livello di competenza quasi-nativo (C2). Inoltre, il raggiungimento pieno di uno stato di fine del sistema (end state), come ad esempio il pieno raggiungimento del target prefissato (e.g., il raggiungimento di un livello linguistico come il C2 o B2) è impossibile perché, anche quando una forma viene imparata in modo saldo, il non-utilizzo (e dunque la mancanza di attivazione e ripescaggio costante) porta alla dimenticanza progressiva in un primo momento lenta e in un secondo momento rapida. La dimenticanza porta alla difficoltà a parlare e a capire l'input. L'end state è impossibile anche perché le lingue del mondo sono dinamiche e in evoluzione costante, siccome la spinta centripeta data dall'esistenza della grammatica e da enti che la promuovono (e.g., l'Accademia della Crusca in Italia) è contrapposta a una spinta centrifuga data ad esempio dal contatto con altre lingue e da innovazioni interne/endogene. Tre esempi sono i neologismi dello slang giovanile, i neologismi coniati durante il progresso continuo delle scienze e i prestiti stranieri, per cui il vocabolario, l'ortografia e la pronuncia di una lingua si modificano in continuazione.
Inoltre, la visione del percorso di acquisizione come curva a U permette una nuova visione dell'errore non più prescrittiva e negativamente connotata, ma descrittiva: siccome svariati errori derivano da generalizzazioni di morfologia acquisita per sovraestensioni o ipercorrettismi, l'errore mostra ciò che si è già acquisito e dove si trova il discente all'interno del percorso a U. Per esempio, nella frase "I goes to the park", la generalizzazione della -s mostra in partenza l'acquisizione di questa desinenza verbale. La visione dell'errore come utile metodo di indagine per il campo dell'acquisizione linguistica deriva dalla tecnica dell'Analisi dell'Errore (Error Analysis) di Corder.

### Il ruolo della grammatica
La grammatica, dunque le regole astratte studiate durante l'apprendimento conscio, in primis secondo Krashen serve a creare il monitor, dunque un sistema di sorveglianza nella mente del discente che, quando è attivato, cura la forma/correttezza grammaticale dell'output; il monitor si attiva non sempre ma solo nei casi in cui il discente crede che serva. Nel caso in cui si attivi durante la produzione orale, quest'ultima diventa rallentata laddove il discente riesce a percepire un errore. Dunque, l'apprendimento cosciente porta alla conoscenza esplicita e mnemonica delle regole astratte ripescate dalla memoria dichiarativa e porta alla formazione del monitor; non porta alla fluenza siccome la grammatica non è input comprensibile. Inoltre, l'apprendimento non si trasforma in acquisizione, nemmeno attraverso la ripetizione costante delle regole e gli esercizi strutturali, contrariamente a quanto asseriva il modello "cognitive-code" teorizzato da John Bissell Carroll: infatti, avere il pieno controllo cognitivo di una regola grammaticale non si traduce automaticamente in acquisizione, cioè in uso corrente nella produzione di output. Un monitor pesantemente attivo durante la conversazione inoltre attiva il filtro affettivo, per cui un discente sente ansia di fare errori o è frustrato dalla propria parlata troppo lenta, che potrebbe anche causare difficoltà a comprendere nell'interlocutore; un monitor molto attivo può anche essere creato dalla paura di essere corretto dal docente o dalla troppa rigidità del docente nella correttezza immediata. L'acquisizione può avvenire anche senza che sia mai avvenuto l'apprendimento conscio della lingua e delle sue regole e, nel momento in cui un apprendente che non ha mai studiato le regole grammaticali produce output, non attiva il monitor o scrive in base a una sensazione generica di correttezza ("Questa frase mi suona bene").
L'uso del monitor può allontanare alcuni errori, per cui l'ordine naturale di acquisizione non corrisponde tra produzione orale e produzione scritta (l'ordine alterato è detto "ordine innaturale"). Il monitor ottimale permette il raggiungimento di una maggiore accuratezza senza sacrificare una conversazione, ma non è chiaro se le auto-correzioni sono effettivamente il segno che il monitor è attivo (a priori che lo sia in modo ottimale o pesante) siccome potrebbero derivare dalla sensazione a palmo che la frase sia scorretta (per cui il discente non usa le vere e proprie regole grammaticali astratte apprese coscientemente). Alcuni studi citati da Krashen illustrano come le auto-correzioni non solo non siano sempre perfette e sempre presenti a ogni errore, ma riguardano solo in minoranza la correttezza della forma: gran parte delle auto-correzioni durante la produzione orale e scritta sono orientate a migliorare l'efficacia del messaggio e l'intelligibilità generica a prescindere dalla forma, per cui le auto-correzioni riguardavano la scelta del vocabolario, l'aggiunta di dettagli minori e la pronuncia e non la grammatica. Infine, la grammatica è utile per raggiungere un livello di padronanza linguistica simile a quella dei nativi (livello C1-C2 secondo il CEFR) nel momento in cui il discente vuole superare lo scarto tra la buona competenza raggiunta e la competenza dei nativi.
Infine, spiega che il monitor non può controllare/utilizzare tutte le regole grammaticali di una lingua. Infatti, la linguistica teorica ha descritto solo una parte delle regole di ogni lingua straniera, siccome tutte le lingue sono sistemi vasti, complessi e dinamici nel tempo; pertanto, una parte delle regole resta ancora non descritta perché non è stata osservata. Dopodiché, in contesto di apprendimento formale per esempio universitario, un futuro docente viene a contatto tramite libri, articoli e spiegazioni dei docenti solo con parte di queste regole siccome non è un linguista di professione o ricercatore in linguistica; a sua volta, il docente formato insegna solo una parte di queste regole (e.g., per motivi di tempo, perché più importanti, perché alcune non sono state capite fino in fondo, perché alcune non sono ricordate bene ecc.). Il discente entra in contatto solo con le regole note che il docente e/o gli autori dei testi scolastici decidono di insegnare e riportare e a sua volta, dopo il contatto con questa parte di regole, non necessariamente le comprende e padroneggia tutte quante cognitivamente. Pertanto, anche con un monitor pesantemente attivo il discente non riuscirà mai a controllare tutte le regole grammaticali astratte di una lingua: riuscirà a controllare solo quelle che padroneggia cognitivamente, che a loro volta sono il frutto di una enorme selezione a monte. Quelle più semplici da padroneggiare cognitivamente sono quelle intrinsecamente meno complesse e tali regole possono non corrispondere con l'ordine naturale di acquisizione. Un esempio di regola astratta intrinsecamente semplice in inglese è "Dove c'è he, she, it al presente, si aggiunge la -s"; di contro, le inversioni nelle domande in inglese sono intrinsecamente più complesse cognitivamente, anche se spiegate in modo semplice, siccome assommano molte operazioni insieme. Infine, siccome per usare pesantemente il monitor serve uno sviluppo cerebrale che probabilmente non si ottiene prima della pubertà, che nei maschi è in media intorno agli 11/12 anni e poco prima nelle femmine.
Selinger ha sostenuto che lo studio conscio delle regole astratte funge da facilitatore per l'acquisizione, tuttavia la sua ipotesi, a detta di Krashen, non è stata suffragata da dati empirici a supporto; inoltre, questa asserzione viola il dato di fatto che taluni discenti riescono a acquisire una lingua senza averne mai studiato la grammatica in modo conscio: semplicemente, l'acquisizione e l'apprendimento sono due processi diversi che non necessariamente sono interrelati. Inoltre, Selinger non tiene conto del fatto che talvolta le regole astratte non vengono capite interamente dal discente o vengono fraintese.
L'unico caso paradossale in cui lo studio della grammatica culmina in acquisizione è la spiegazione e studio della grammatica direttamente in lingua straniera. Il contenuto di tale insegnamento viene generalmente ritenuto rilevante e di interesse dai discenti. Il progresso nell'acquisizione e nella fluenza deriva non dal contenuto dell'insegnamento (la grammatica), ma dal medium, cioè dal fatto che il docente sta usando direttamente la lingua di cui spiega la grammatica.
L'unico caso in cui invece lo studio della grammatica è fondamentale e porta il discente al successo è il superamento di un test di grammatica pura.

### Ipotesi del noticing, l'intake
Il concetto di noticing è collegato a quello di intake. L'intake (o uptake) è la parte di input comprensibile che viene contestualmente notata, cioè su cui il discente presta attenzione, e a cui dà importanza. L'intake dunque diventa conoscenza stabile in quanto viene memorizzato nella memoria a lungo termine. Un esempio di input che non diventa intake è per esempio "Tom's bike": i discenti potrebbero capire che significa "la bicicletta di Tom", ma potrebbero non sentire la /s/ per il suo scarso peso fonico o potrebbero sentirla, collegarla al complemento di specificazione ma non darle troppa importanza per qualunque motivo. Oppure, un dialogo pieno di parti considerate non motivanti e noiose da un discente diventa solo in parte intake. Dunque, secondo l'ipotesi del noticing di Richard Schmidt, l'input solo se viene coscientemente notato diventa intake, per cui il discente impara la lingua (attraverso l'acquisizione). Da questo assunto base è nato un gruppo di tecniche che serve a fare notare le caratteristiche salienti dell'input per massimizzare l'intake.
Il noticing potrebbe essere la causa per cui l'apprendimento della grammatica (in modo esplicito o induttivo) migliora in parte la produzione scritta e orale soprattutto laddove le regole non sono cognitivamente troppo complesse. Infatti il miglioramento deriva da due possibili cause: la prima è la comprensione della regola e dunque la sua applicazione attraverso il monitor, mentre la seconda è semplicemente un aumento della salienza delle forme (e.g., morfologia) per cui vengono notate più facilmente nell'input.

### La varietà di apprendimento e le sue fasi
La lingua L1 o L2 parlata da un discente (anche di livello molto avanzato) secondo la nomenclatura di Selinker è una varietà di apprendimento o "interlingua" (interlanguage, IL), cioè un sistema instabile e in costante evoluzione di regole che è intermedio tra la propria L1 e la competenza nativa della L2. Dunque, la lingua parlata dal discente anche in presenza di errori è un sistema dotato di regole, ragion per cui gli errori possono presentarsi con la stessa sistematicità e rigore di una regola vera e propria. Gli errori tipici sono di interferenza con L1, generalizzazioni (e.g., un verbo irregolare diventa regolare) e semplificazioni. La varietà di apprendimento si può considerare una vera e propria terza lingua in aggiunta a L1 e alla L2 target.
Quando incomincia il processo di esposizione, il discente si limita a ricevere input comprensibile per le prime volte. Il primo periodo di acquisizione è la fase del silenzio, in cui il discente passa gran parte del tempo in silenzio siccome le conoscenze linguistiche del discente sono pari a zero o quasi (secondo il CEFR, il livello è A0). Il discente dunque si limita ad ascoltare in silenzio e a tentare di comprendere il significato dell'input usando l'intuito in base al contesto immediato e ai segni che rendono l'input comprensibile. Il silenzio non è comunque assoluto siccome la fase del silenzio in realtà è caratterizzata da sporadiche espressioni formulaiche (e.g., "buongiorno, ciao, arrivederci") e/o da chunk lessicali inanalizzati, cioè da pezzi di frasi che vengono recitate e comprese come se fossero un'unità fusa. Di esse, viene compreso solo il significato, ma non la grammatica (dunque morfologia e sintassi). Per esempio, "buongiorno" è usato in quanto saluto, ma non viene compreso come "un giorn-o il quale è buon-o". Secondo Krashen, questi chunk lessicali inanalizzati e/o pattern e routine non costituiscono né apprendimento né acquisizione, ma nel tempo si possono trasformare in acquisizione ma non in modo diretto.
Dopodiché, emerge la varietà di interlingua prebasica. In fase prebasica, in cui si continuano a usare le espressioni formulaiche e i chunk lessicali inanalizzati, per la prima volta emergono frasi senza lessico formulaico ma estremamente semplici e scarni dal punto di vista grammaticale, frasi che possono anche ridursi a una o due parole siccome la grammatica non è ancora pienamente acquisita (e.g., "ball no", cioè "palla-no") e non necessariamente a causa di ansia verso le lingue straniere o scarsa voglia di parlare del discente (e dunque problemi di filtro affettivo). La varietà pre-basica emerge spontaneamente (alla pari della prima parola pronunciata dai bambini come "mamma, papà" o simili) e, qualora la produzione di output sia forzata in classe, il discente riesce a parlare ma commettendo molti errori che derivano da un'interferenza con quanto già noto dal punto di vista linguistico, dunque con la propria L1. Avviene infatti un trasferimento di conoscenza che porta a errori (transfer negativo); il trasferimento negativo "trasferisce" la competenza acquisita in L1 alla L2 in modo anche inconscio pur di parlare o per testare se un modo di dire è grammaticale nella L2. L'interferenza con L1 permette di riuscire a soddisfare un particolare bisogno comunicativo o a intavolare una discussione laddove la competenza necessaria in L1 non è stata ancora raggiunta/acquisita; tuttavia,  l'interferenza continua provoca errori continui che vengono corretti con l'esposizione a input comprensibile (che può includere anche le correzioni dell'interlocutore). Se la forma espressiva in L1 è identica in L2 (e.g., per motivi di parentela linguistica o per caso), la distanza tra i e i+1 è zero; se sono simili, è bassa.
La varietà basica prevede la comparsa della morfologia e dunque una maggiore complessità grammaticale delle frasi, che tuttavia risultano molto brevi e telegrafiche, con uno scarso uso di connettivi. Solo nella varietà post-basica si nota una maggiore complessità dell'intero costrutto testuale. La varietà di apprendimento comunque non mostra solo fenomeni di crescita e aumento della complessità, ma anche di fossilizzazione e regressione.

### Elettroencefalografia dell'apprendimento probabilistico
Un pre-print di Simor, Vékony et al. (2024) in cui si discute il fenomeno del mind wandering nell'apprendimento, un MW di tipo benefico è stato rilevato nel momento in cui il discente deve svolgere un task di apprendimento probabilistico implicito: infatti, in questi task, il discente è esposto a un flusso di dati e informazioni da cui deve estrapolare delle regolarità statistiche, dei pattern nascosti che vengono automaticamente acquisiti. Questo compito necessità di una domanda di attenzione minima e può essere collegato all'acquisizione delle lingue straniere ascoltando e/o leggendo una vasta serie di messaggi comprensibili, semplici e contenenti ripetizioni e regolarità. L'estrapolazione della regolarità statistica avviene in modo implicito, cioè in modo non intenzionale, per cui è sufficiente la mera esposizione a dati con elementi non caotici e non casuali per attivare questa ricerca di pattern. Questi task, in generale, provocano dipendenze stimolo-risposta (stimulus-outcome dependencies) senza consapevolezza esplicita (explicit awareness), controllo cognitivo e focalizzazione dell'attenzione. Lo studio, che è stato svolto sugli adulti, ha mostrato come l'apprendimento probabilistico implicito era positivamente associato al MW involontario (cioè automatico, spontaneo, fuori dal proprio controllo). I partecipanti, osservati con l'elettroencefalografia a alta densità (EEG), durante le fasi di apprendimento probabilistico hanno mostrano un'attività oscillatoria corticale in un range a bassa frequenza di onde cerebrali, per la precisione onde delta (δ), che nelle prime fasi del task indicavano uno stato simile a quello del sonno (covert sleep-like states). Le onde delta e a bassa frequenza infatti sono oscillazioni neurali che sono osservate in fase NREM (Non-Rapid Eye Movement), per la precisione nella fase 3, che è la fase di sonno profondo che precede la fase REM (in cui invece il movimento degli occhi è rapido, i muscoli si contraggono e si sogna). Questo tipo di attività corticale, sempre nelle prime fasi del task, è associata anche al MW involontario. Inoltre, sia l'apprendimento probabilistico implicito che il MW sono associati a un'attività neurale a bassa frequenza, per cui il MW sembra essere uno stato mentale breve, transitorio e "offline" che facilita l'apprendimento rapido e il consolidamento di quanto appreso in precedenza nella memoria a lungo termine. Il consolidamento della conoscenza dunque avviene sia in fase di veglia che di sonno profondo e di sonno locale (local sleep states), per cui il risultato è in linea con la cosiddetta teoria del consolidamento opportunistico della memoria (opportunistic memory consolidation theory) illustrata da Mednick, Cai et al. (2011), ma questo risultato va consolidato con ulteriori studi basati sulla magnetoencefalografia o elettroencefalografia. Tuttavia, non è completamente chiaro se nella fase NREM, a differenza della fase REM, si consolida maggiormente la conoscenza nella memoria procedurale (saper fare) o memoria dichiarativa (sapere le regole). Una volta che il discente ha trovato una regolarità, si aspetta che la propria ipotesi di regolarità abbia valore predittivo; se ha valore predittivo, allora è considerata corretta.

## Storia della linguistica acquisizionale delle L2
La ricerca sull'acquisizione delle lingue seconde (e in casi più rari delle lingue terze e quarte, L3 e L4 in parlanti iperpoliglotti) storicamente si colloca successivamente alla ricerca sulla linguistica acquisizionale delle lingue prime (L1).
I primi studi pionieristici risalgono agli Anni Cinquanta e Sessanta e si limitavano a paragonare il percorso di acquisizione di L1 con quello di L2. Una delle prime grandi opere pionieristiche è stata "Il comportamento verbale" ("Verbal Behaviour"), pubblicata da B. F. Skinner nel 1957. Quest'opera spiegava lo sviluppo del linguaggio umano secondo una prospettiva comportamentista ed era influenzata dal pensiero di Ivan Pavlov, John Watson e Edward Lee Thorndike. Secondo questo modello basato sulla psicologia e non sulle osservazioni della linguistica, la lingua era il prodotto di un rinforzo ripetitivo in un modello stimolo-risposta. Il rinforzo ripetitivo realizzato attraverso i drill era dunque responsabile dell'acquisizione linguistica (oggi l'importanza dei drill è ridimensionata siccome contribuiscono a formare il monitor o possono avere un effetto deleterio sul filtro affettivo dei discenti).
Dopodiché, secondo la filosofia strutturalista e in parte quella comportamentista, gli ultimi studi pionieristici di Fries (1945) e Robert Lado (1957) hanno fondato il pensiero dell'acquisizione delle lingue seconde secondo l'analisi contrastiva (Contrastive Analysis, CA). Secondo questo paradigma, che si fonda anch'esso sulla psicologia e non sulle osservazioni dei linguisti, la L2 si acquisiva senza sforzi attraverso l'uso positivo delle interferenze linguistiche nella L1: se delle strutture erano identiche o simili nella L1, allora si innescava un transfer positivo. Da questo paradigma, nasceva il metodo glottodidattico che sfrutta i transfer positivi da L1 a L2 attraverso la linguistica comparativa. Secondo questa credenza, tutti gli errori sistematici (e non semplici sviste) nell'acquisizione linguistica derivavano da interferenze negative con la morfologia, sintassi e fonologia di L1, dunque solo nei casi in cui le strutture differivano. Questa visione è oggi considerata scorretta siccome gli errori dovuti a interferenza linguistica tra L1 e L2 sono solo una parte: altri, per esempio, derivano da scarso input comprensibile fornito in classe, dalla difficoltà cognitiva o da generalizzazioni all'interno di un percorso di acquisizione a U.
Un concetto alla base della SLA sia dal punto di vista scientifico che storico è quello di Language Acquisition Device (LAD) di Noam Chomsky all'interno della sua Grammatica Universale (Universal Grammar, UG) facente parte del paradigma generativista in linguistica del 1957, oggi messo parzialmente in discussione. Il LAD è una funzione innata della mente umana che permette in tutti gli esseri umani l'acquisizione di una lingua sia L1 che L2 (secondo Krashen, attraverso l'input comprensibile e in un contesto che non spinge a una forte attivazione del filtro affettivo). Inoltre, la Grammatica Universale è l'idea per cui tutte le lingue del mondo hanno caratteristiche comuni (e.g., tutte le lingue hanno i verbi), per cui sono comparabili e per cui esistono regole universali che permettono ai discenti di capire, sapere usare e dunque acquisire nuove lingue straniere. Nonostante l'osservazione di Chomsky non fosse diretta all'acquisizione linguistica e glottodidattica, è stata usata da entrambe.
L'Analisi dell'Errore, che è una tecnica di indagine oltre che una nuova visione dell'errore descrittiva e non prescrittiva, è stata elaborata da Pit Corder nel 1967. Successivamente, l'ultimo grande concetto pionieristico è stato quello di interlingua (interlanguage) o varietà di apprendimento, creato da Selinker nel 1972 e analogo a quello di "dialetto idiosincratico" di Corder (1971). Il concetto di varietà di apprendimento è stato influenzato proprio dall'Analisi dell'Errore di Corder.
Infine, la ricerca moderna sull'acquisizione linguistica è iniziata intorno agli Anni Settanta e uno dei suoi fondamenti è l'insieme delle ipotesi di Krashen, sviluppate a partire da questo periodo. In questo periodo sono stati formalizzati anche i primi metodi glottodidattici moderni basati sull'acquisizione linguistica (e.g., il Natural Approach di Krashen e Terrell). Questi metodi sono stati applicati sia alle lingue moderne che alle lingue antiche (in particolare, una tappa importante è la pubblicazione di Lingua Latina per se Illustrata di Hans Ørberg nel 1990, in cui l'approccio naturale è applicato al latino classico).